# Civilization VI
Sid Meier's Civilization VI est un jeu vidéo de stratégie au tour par tour de type 4X et le sixième opus de la série Civilization, développé par Firaxis Games et édité par 2K Games. Le jeu est sorti le 21 octobre 2016 sur Windows, le 24 octobre 2016 sur MacOS et le 9 février 2017 sur Linux. Des versions iOS suivirent en décembre 2017 (pour iPad) et en octobre 2018 (pour iPhone). Firaxis et Aspyr Media ont ensuite adapté le jeu sur console, avec une version Nintendo Switch sortie le 16 novembre 2018, puis des versions PS4 et Xbox One fin 2019 ; une version sur Android est également disponible depuis août 2020. En décembre 2024, le jeu et tous ses contenus additionnels sont rendus disponibles sur iOS et Android via un abonnement Netflix. 
La première extension du jeu, nommée Civilization VI: Rise and Fall, est sortie le 8 février 2018. La seconde, nommée Civilization VI: Gathering Storm, est sortie le 14 février 2019.

## Système et éléments de jeu
Comme pour les précédents jeux de la série Civilization, le joueur dirige une « civilisation » (en réalité une nation ou un empire) de ses humbles débuts de chasseurs-cueilleurs jusqu'à un avenir technologique caractérisé notamment par une course à l'exploration spatiale. Chaque civilisation rivalise avec ses voisines pour le contrôle de ressources limitées réparties sur une planète, dont la génération peut être procédurale ou définie, avant le début de chaque partie. Le joueur est amené à explorer le monde, fonder de nouvelles villes et construire des aménagements. Il définit les politiques de recherches technologiques et culturelles de son peuple et doit également consacrer une partie des ressources à la mise sur pied d'une armée afin de défendre son territoire, voire attaquer les civilisations concurrentes pour capturer ses villes. Enfin, le joueur peut faire l'expérience de l'aspect diplomatique du jeu incluant le commerce international, la négociation, les déclarations d'amitié, via une interface présentant un modèle 3D et animé des dirigeants.

### Les différents scénarios de victoire possibles
Il existe plusieurs moyens de remporter une partie :
- la victoire militaire est remportée lorsqu'une civilisation se rend maîtresse de toutes les capitales d'origine étrangères (soit la première ville fondée par chaque civilisation concurrente).
- la victoire culturelle est remportée lorsqu'une civilisation accueille plus de touristes étrangers qu'il n'y a de touristes internes dans chacune des civilisations rivales en jeu.
- la victoire scientifique est décrochée par la première civilisation qui établit une colonie sur Mars, ou qui fait arriver une expédition spatiale vers une exoplanète dans l'extension Gathering Storm.
- la victoire religieuse est remportée lorsque la religion de la nation contrôlée par le joueur est devenue la religion dominante de toutes les autres civilisations de la partie, c'est-à-dire que pour chaque civilisation étrangère, au moins 50% des villes ont la moitié de leur population convertie. Cette victoire n'est pas atteignable avec une des versions du Congo, un de ses deux dirigeants ne pouvant créer une religion[13].
- la victoire diplomatique, pourtant présente dans le précédent opus, n'est réapparue qu'avec l'extension Gathering Storm. Cette victoire est décrochée après obtention d'un certain nombre de points diplomatiques (dépendant de la vitesse de jeu, 20 pour la vitesse Normale), points eux-mêmes gagnés principalement lors de votes de congrès mondiaux ou par le biais d'éléments du jeu.
- la victoire au score est remportée par la civilisation ayant le plus grand score au dernier tour du jeu si aucune civilisation ne s'est démarquée par une autre victoire. Elle est déterminée par les technologies, les dogmes, la religion, l'extension de l'empire, les merveilles et les personnages illustres.

Contrairement aux autres opus de la série Civilization, la victoire au score dépend d'une limite de tours, définie par le joueur au lancement de la partie.

### Entités dans le jeu

#### Civilisations
Les civilisations sont les entités politiques majeures qui entrent en compétition pour gagner la partie. Elles comportent plusieurs villes et ont chacune des caractéristiques spécifiques qui les spécialisent dans un ou plusieurs types de victoire.

#### Cités-États
| Cité-Etats commerciales                                                          | Cité-Etats culturelles                                                               | Cités-Etats Industrielles                                                              | Cités-Etats militaristes                                               | Cités-Etats religieuses                                                | Cités-Etats scientifiques                                     |
| -------------------------------------------------------------------------------- | ------------------------------------------------------------------------------------ | -------------------------------------------------------------------------------------- | ---------------------------------------------------------------------- | ---------------------------------------------------------------------- | ------------------------------------------------------------- |
| Bandar Brunei, Cahokia, Hunza, Mascate, Mogadiscio, Samarcande, Venise, Zanzibar | Antananarivo, Ayutthaya, Caguana, Kumasi, Mohenjo-Daro, Nan Madol, Rapa Nui, Vilnius | Auckland, Bruxelles, Buenos Aires, Cardiff, Hong Kong, Johannesburg, Mexico, Singapour | Akkad, Grenade, Kaboul, La Valette, Lahore, Ngazargamu, Preslav, Wolin | Armagh, Chinguetti, Erevan, Jérusalem, Kandy, La Venta, Nazca, Vatican | Anshan, Bologne, Fès, Genève, Hattusa, Mitla, Nālandā, Taruga |

Ce sont des entités politiques mineures ne pouvant gagner, formées d'une seule ville, mais qui offrent de précieux bonus lorsqu'une civilisation en est suzeraine. Pour être suzerain d'une cité-État, il faut y envoyer un nombre minimal d'émissaires et qu'ils soient plus nombreux que ceux envoyés par les autres civilisations. Les cités-États peuvent être commerciales, industrielles, scientifiques, religieuses, militaristes ou culturelles.

#### Barbares
Les barbares sont des entités primitives toujours agressives (sauf avec le mode clan barbare où des interactions sont possibles), organisées autour d'un camp, et particulièrement dangereux en début de partie, attaquant les civilisations et les cités-États et pillant leurs aménagements.

#### Villages tribaux
Entités primitives mineures et pacifiques, les villages tribaux, une fois approchés, partagent avec la civilisation concernée une technologie au hasard de l'ère concernée, de la foi, de l'or, une unité de reconnaissance, ou d'autres offrandes possibles parmi une longue liste.
Ville libre
Une ville libre est une ville fondée par un joueur qui se révolte pour cause d'un manque de loyauté. Cette ville reste indépendante et en guerre contre tous les autres joueurs et cités-états (mais pas les autres villes libres) jusqu'à ce qu'elle soit annexée par un joueur ou alors qu'un manque de loyauté y provoque de nouveau une révolte rattachant la ville à la civilisation qui y a le plus d'influence.

### Villes
La ville est constituée d'un centre-ville (la case centrale) et d'une périphérie qui s'étend au cours de la partie. Les villes servent à la production d'unités, de bâtiments, de quartiers et de merveilles, ainsi qu'au développement culturel, religieux, économique et scientifique. Elles sont l'élément de base du jeu.
| Civilisations   | Capitale                                                             |
| --------------- | -------------------------------------------------------------------- |
| Allemagne       | Aix-la-Chapelle (Barberousse ), Munich (Louis II)                    |
| États-Unis      | Washington                                                           |
| Angleterre      | Londres                                                              |
| Arabie          | Le Caire                                                             |
| Australie       | Canberra                                                             |
| Aztèques        | Tenochtitlan                                                         |
| Babylone        | Babylone                                                             |
| Brésil          | Rio de Janeiro                                                       |
| Byzance         | Constantinople                                                       |
| Canada          | Ottawa                                                               |
| Chine           | Xian (Qin Shi Huangdi), Pékin (Kublai et Yongle), Shendu (Wu Zetian) |
| Corée           | Gyeongju (Seondeok ), Séoul (Sejong)                                 |
| Cris            | Mikisiw-Wacîhk                                                       |
| Ecosse          | Stirling                                                             |
| Egypte          | Râ-Kedet (Cléopâtre), Thèbes (Ramsès II)                             |
| Espagne         | Madrid                                                               |
| Ethiopie        | Addis-Abeba                                                          |
| France          | Paris                                                                |
| Gaule           | Aduatuca                                                             |
| Géorgie         | Tbilissi                                                             |
| Grande Colombie | Bogota                                                               |
| Grèce           | Athènes (Périclès), Sparte (Gorgô)                                   |
| Hongrie         | Buda                                                                 |
| Incas           | Qusqu                                                                |
| Inde            | Delhi (Gandhi), Patna (Chandragupta)                                 |
| Indonésie       | Majapahit                                                            |
| Japon           | Kyoto (Hōjō Tokimune), Tokyo (Tokugawa)                              |
| Kongo           | Mbanza Kongo (Mvemba Nzinga), Kabasa (Njinga Mbande)                 |
| Macédoine       | Pella                                                                |
| Mali            | Niani                                                                |
| Maoris          | Te-Hokianga-Nui-a-Kupe                                               |
| Mapuches        | Ngulu Mapu                                                           |
| Maya            | Naranjo                                                              |
| Mongolie        | Qaraqorum (Gengis Khan), Xanadu (Kublai Khan)                        |
| Norvège         | Nidaros                                                              |
| Nubie           | Méroé                                                                |
| Ottomans        | Istanbul                                                             |
| Pays-Bas        | Amsterdam                                                            |
| Perse           | Parsagadae (Cyrus), Mashhad (Nader Shah)                             |
| Peuple Khmers   | Angkor Thom                                                          |
| Phénicie        | Tyr                                                                  |
| Pologne         | Cracovie                                                             |
| Portugal        | Lisbonne                                                             |
| Rome            | Rome                                                                 |
| Russie          | St Petersbourg                                                       |
| Scythie         | Pokrovka                                                             |
| Suède           | Stockholm                                                            |
| Sumer           | Uruk                                                                 |
| Vietnam         | Thang Long                                                           |
| Zoulous         | Ulundi                                                               |

#### Aménagements
Les aménagements sont les constructions « basiques » effectuées dans la périphérie d'une ville, par un bâtisseur. Il s'agit des fermes, des mines, des carrières, des bateaux de pêche, des bois, des pavillons de chasse... Ils permettent l'exploitation des ressources, augmentent le rendement de la case et génèrent aussi des habitations ou de l'activité pour certains.

#### Quartiers
Les quartiers sont des zones d'activité spécialisées organisées par « thèmes », on trouve :
- le campus, destiné aux activités scientifiques ;
- le campement, destiné aux activités militaires (octroie également une protection plus grande) ;
- la place du théâtre, destinée aux activités culturelles ;
- le lieu saint, destiné aux activités religieuses ;
- la plateforme commerciale, destinée au commerce ;
- la zone industrielle, qui augmente la production et évolue vers la production d'électricité ;
- le complexe de loisirs, qui augmente le bonheur de la population ainsi que le tourisme ;
- le quartier résidentiel, qui augmente le nombre d'habitations en fonction de l'attrait de la case ;
- l'aérodrome, destiné à l'aviation, évolue en aéroport international permettant le voyage instantané entre deux aéroports internationaux éloignés ;
- le port, accroissant la production navale et l'économie maritime ainsi que la pêche ;
- le spatioport, nécessaire en fin de partie pour la victoire scientifique ;
- l'aqueduc, qui octroie des habitations en fonction de l'eau douce et accroit la démographie d'une ville ;
- la place de la gouvernance, destinée à accueillir des services d'états centralisés augmentant fortement la puissance de l'empire/civilisation (un seul peut être construit par civilisation) ;
- le quartier diplomatique, destiné à la diplomatie, augmente les faveurs diplomatiques reçues (un seul peut être construit par civilisation) ;
- le parc aquatique (extension Rise and Fall), qui augmente le bonheur de la population et le tourisme, il doit se placer sur une case d'eau peu profonde.
- la réserve (extension Rise and Fall) qui donne des habitations et donne des avantages sur les cases restées naturelles.

Chaque quartier peut contenir plusieurs bâtiments qui augmentent leur efficacité. Le lieu saint peut par exemple comporter un autel, un temple, un lieu de culte... Contrairement aux aménagements, les quartiers ne peuvent pas être détruits.
Les villes peuvent être fortifiées grâce à des remparts.

### Merveilles mondiales
Les merveilles sont des bâtiments uniques dans le monde. Dès qu'une civilisation achève une merveille, les autres civilisations ne peuvent plus la construire. Elles attirent des touristes, religieux ou culturels et chacune octroie un ou plusieurs bonus spécifiques. La construction des merveilles permet d'accentuer certains effets d'une politique, de rendre fertile une géographie stérile, d'améliorer les caractéristiques d'une armée voir développer considérablement la production économique, de foi, de culture, de loyauté ou de science. Les Merveilles sont un des rouages les plus fins de la mécanique de jeu de Civilization VI, très utiles lorsque le joueur choisit une civilisation portée sur la religion, la culture, l'économie ou la science.
Contrairement aux aménagements ou aux quartiers, une Merveille mondiale peut affecter le fonctionnement du territoire d'une ville ou de tout le territoire détenu par une civilisation.
| ère antique                                                                                | ère classique | ère médievale | ère de la Renaissance | ère industrielle                                                                                          | ère moderne                                                   | ère atomique                                                                |
| ------------------------------------------------------------------------------------------ | --- | --- | --- | --- | ------------------------------------------------------------- | --------------------------------------------------------------------------- |
| Grand Bain, Stonehenge, Pyramides, Jardins suspendus, Etemenanki, Temple d'Artémis, Oracle | Colisée, Statue de Zeus, Mausolée d'Halicarnasse, Grande Bibliothèque, Temple de la Mahabodhi, Grand Phare, Gebel Barkal, Colosse, Armée en terre cuite, Machu Picchu | Sainte-Sophie, Templo Mayor, Université de Sankoré, Kilwa Kisiwani, Alhambra, Temple de Mînâkshî, Chichén Itzà, Angkor Vat, Kōtoku-in, Le Mont-Saint-Michel | Taj Mahal, Torre de Belém, cathédrale Saint-Basile, Casa de Contratación, Arsenal de Venise, Grand Zimbabwe, Palais du Potala, Cité interdite | Université d'Oxford, Canal du Panama, Orszàghàz, Big Ben, Statue de la Liberté, Théâtre Bolchoï, Ermitage | Broadway, Christ Rédempteur, Tour Eiffel, Pont du Golden Gate | Biosphère, Opéra de Sydney, Stade Maracana, Base antarctique Amundsen-Scott |

### Mécanismes de progression

#### Technologies
Au cours de la partie, les civilisations progressent dans un arbre des technologies : la découverte d'une technologie permet d'en débloquer d'autres plus avancées dont la recherche demande plus de tours. Le nombre de tours nécessaires à la recherche d'une technologie est déterminé par la quantité de science produite par la civilisation. Certaines technologies permettent l'exploitation d'une ressource, la formation d'une nouvelle unité ou la construction d'un nouveau bâtiment. Les technologies peuvent obtenir un bonus de 40 % de complétion si vous avez obtenu son euréka. Un euréka est une sorte de quête secondaire généralement facile à faire (établir une route commerciale, posséder 3 archers, etc.) qui permet donc de compléter plus vite la technologie donnée.
Les technologies découvertes régissent aussi le changement d'ère (ancienne, classique, médiévale, renaissance, industrielle, moderne, atomique, information).

#### Dogmes
Les dogmes sont découverts sur le même principe que les technologies, via la production de culture. Les dogmes permettent de débloquer des doctrines et des nouvelles formes de gouvernement offrant des avantages, ainsi que certaines unités et merveilles. Tout comme pour les technologies, les dogmes peuvent obtenir un bonus de complétion de 40 % en effectuant des actions spécifiques sous le nom d'inspirations.

### Unités
Les unités sont des éléments essentiels dans le jeu. Elles sont mobiles et servent notamment à explorer le monde, aménager des cases et faire la guerre. Il en existe 2 types principaux: Militaires (unités de combat) et Civiles (colons, bâtisseurs, personnages illustres entre autres). Une unité militaire ne peut pas se trouver sur la même case qu'une autre unité militaire mais le peut avec les unités des autres types, pareil pour les unités civiles.

#### Unités militaires
Les unités militaires se distinguent en plusieurs catégories dont les unités de corps-à-corps et de combat à distance. Les technologies nouvelles permettent de faire progresser les unités et les unités victorieuses sont récompensées de promotions. Les unités se battent selon un système de points de force donné par Force de Base + Bonus de promotion + Bonus/Malus situationnels (+ Malus si l'unité est blessée). Le combat peut s'engager contre une autre unité militaire ou contre une ville.
Les unités principales sont les suivantes, :
| Type                    | Ère ancienne     | Ère classique | Ère médiévale                                  | Ère de la Renaissance | Ère industrielle    | Ère moderne                                    | Ère atomique            | Ère de l'information    |
| ----------------------- | ---------------- | ------------- | ---------------------------------------------- | --------------------- | ------------------- | ---------------------------------------------- | ----------------------- | ----------------------- |
| Reconnaissance          | Éclaireur        |               | Escarmoucheur                                  |                       | Ranger              |                                                | Forces spéciales        |                         |
| Combat rapproché        | Guerrier         | Spadassin     | Homme d'armes                                  | Mousquetaire          | Infanterie de ligne | Infanterie                                     |                         | Infanterie mécanisée    |
| Combat à distance       | Frondeur/ Archer |               | Arbalétrier                                    |                       | Canon de campagne   |                                                | Mitrailleuse            |                         |
| Cavalerie légère        |                  | Cavalier      | Coursier                                       |                       | Cavalerie           |                                                | Hélicoptère             |                         |
| Cavalerie lourde        | Char lourd       |               | Chevalier                                      |                       | Cuirassier          | Blindé                                         |                         | Blindé moderne          |
| Anti-cavalerie          | Lancier          |               | Piquier                                        | Pique et tir          |                     | Unité anti-char                                |                         | Unité anti-char moderne |
| Siège                   |                  | Catapulte     | Trébuchet                                      | Bombarde              |                     | Artillerie                                     |                         | Lance-roquette          |
| Navale (rapproché)      | Galère           |               |                                                | Caravelle             | Cuirassé à vapeur   |                                                | Destroyer               |                         |
| Navale (à distance)     |                  | Quadrirème    |                                                | Frégate               |                     | Cuirassé                                       |                         | Croiseur Lance-missile  |
| Navale (raid)           |                  |               |                                                | Corsaire              |                     | Sous-marin                                     |                         | Sous-marin nucléaire    |
| Aérienne (combat)       |                  |               |                                                |                       |                     | Biplan                                         | Chasseur                | Chasseur à réaction     |
| Aérienne (bombardement) |                  |               |                                                |                       |                     |                                                | Bombardier              | Bombardier à réaction   |
| Support                 | Bélier           | Tour de siège | Ingénieur militaire (indépendants de l'époque) |                       | Médecin             | Ballon d'observation, Convoi de ravitaillement | Drone, Canon antiaérien | Lance-missile SAM       |

#### Colons
Ils fondent de nouvelles villes. Ils sont vulnérables et doivent souvent être escortés par une unité militaire pour ne pas être capturés par l'adversaire. En former ou en acheter un dans une ville fait perdre un point de population à celle ci à moins que le gouverneur Magnus avec la promotion Ravitaillement n'y soit implanté. En recevoir un grâce au panthéon Colonies Religieuses ne fais pas perdre de point de population.

#### Unités religieuses
| Missionnaire                                                                           | Apôtre | Guru | Inquisiteur                                                                                                   |
| Peut lancer un combat théologique mais ne peut pas se défendre                         | Peut lancer un combat théologique avec d'autres unités, lancer une inquisition, prêcher une croyance supplémentaire | Peut utiliser une charge pour soigner les unités religieuses adjacentes, ne peut lancer de combat théologique | Peut réduire la présence d'une autre religion sur son territoire de 75 % et peut lancer un combat théologique |
| 3 charges de propagation, 100 de puissance religieuse (sans améliorations épiscopales) | 110 de puissance religieuse, 3 charges de propagation (avec possibilité d'amélioration)                             | 90 de puissance religieuse, 3 charges de soin                                                                 | 75 de puissance religieuse, 3 charges de propagation                                                          |
| Nécessite un autel                                                                     | Nécessite un temple                                                                                                 | Nécessite un temple                                                                                           | Nécessite un temple                                                                                           |

Elles propagent la religion vers d'autres villes que la ville sainte. Certaines peuvent engager un combat théologique. Gagner un combat théologique fait perdre de la pression religieuse dans les villes alentours.

#### Négociants
Un négociant peut relier 2 villes entre elles par une route commerciale. Chaque tour où celle ci est active, le négociant va avancer d'une case vers sa destination puis retourner vers sa ville d'origine à la même vitesse, la route commerciale est toujours active lors du retour du négociant. Un négociant passant sur une case créé une route qui permettra aux unités d'avancer plus vite en la prenant. Un négociant peut se faire piller par des barbares ou une puissance contre qui vous êtes en guerre, dans ce cas, le pilleur gagne de l'or et la route commerciale disparaît, les bonus sont donc effacés mais les routes créées par le négociant en passant sur des cases restent.

#### Espions
Les espions sont des unités de milieu et fin de partie qui observent clandestinement des activités de civilisations étrangères pour en informer le requérant. Le joueur peut les utiliser pour différentes missions: 
- Obtenir des sources d'informations
- Poste d'écoute
- Siphonner des fonds
- Saboter des bâtiments ou bien une fusée
- Voler une optimisation technologique
- Voler un chef-d'œuvre culturel
- Recruter des partisans (qui attaquent l'adversaire)

#### Personnages illustres
Les personnages illustres sont des unités civiles pouvant être recrutés par toutes les civilisations, un personnage illustre ne peut être recruté qu'une seule fois par partie. La majorité des quartiers du jeu vont générer des points d'un certain type de personnage illustre (Général illustre pour le campement, Amiral pour le port, Ingénieur pour la zone industrielle, Marchant pour la plateforme commerciale,  Prophètes pour le lieu saint, Savant pour le campus, Écrivain, Artiste et Musicien pour la place du théâtre). Les personnages illustres ont une capacité qu'ils peuvent utiliser généralement dans les quartiers qui génèrent leurs points de personnages illustres qui les fait disparaître après utilisation. 
| Amiral illustre | Artiste illustre | Comandante Generale (Grande Colombie) | Ecrivain illustre | Général illustre |
| --- | --- | --- | --- | --- |
| Alvaro de Bazán, Artemisia, Chester Nimitz, Ching Shih, Clancy Fernando, Fernand de Magellan, Francis Drake, Franz von Hipper, Caius Duilius, Grace Hopper, Hannon le Navigateur, Himérios, Horatio Nelson, Joaquim Marques Lisboa, Laskarina Bouboulina, Leif Erikson, Matthew Perry, Rajendrah Chola, Serguei Gorchkov, Thémistocle, Tōgō Heihachirō, Yi Sun-sin, Zheng He | Amrita Sher-Gil, Andrei Roublev, Angelica Kauffmann, Boris Orlovski, Claude Monet, Donatello, Edmonia Lewis, El Greco, Gustav Klimt, Hasegawa Tōhaku, Hieronymus Bosch, Jang Seung-eop, Kamaleddin Behzad, Katsushika Hokusai, Marie-Anne Collot, Mary Cassatt, Michel-Ange, Qiu Ying, Rembrandt, Sofonisba Anguissola, Titien, Vassily Kandinsky, Vincent van Gogh | Antonio José de Sucre, Antonio Nariño, Francisco de Paula Santander, Gregor MacGregor, José Antonio Paez, José Felix Ribas, Manuel Piar, Mariano Montilla, Rafael Urdaneta, Santiago Mariño | Alexandre Pouchkine, Beatrix Potter, Bhāsa, Edgar Allan Poe, Emily Dickinson, F.Scott Fitzgerald, Gabriela Mistral, Geoffrey Chaucer, H.G. Wells, Homère, James Joyce, Jane Austen, Johann Wolfgang von Goethe, Karel Čapek, Léon Tolstoï, Li Bai, Margaret Cavendish, Marie-Catherine d'Aulnoy, Mark Twain, Mary Shelley, Miguel de Cervantes, Murasaki Shikibu, Nicolas Machiavel, Ovide, Qu Yuan, Rabindranath Tagore, Rûmî, Vâlmîki, William Shakespeare | Aethelfæd, Ahmad Shah Massoud, Amina, Boadicée, Dandara, Douglas Mac Arthur, Dwight Eisenhower, El Cid, Gueorgui Joukov, Gustave II Adolphe, Hannibal Barca, Jeanne d'Arc, John Monash, José de San Martin, Lakshmî Bâî, Marina Raskova, Napoléon Bonaparte, Samory Touré, Sudirman, Sun Tzu, Tamerlan, Trung Trac, Tupac Amaru, Vijaya Wimalaratne |

### La carte
La carte est de taille variable selon le choix du joueur (minuscule, petite, moyenne, grande ou immense). Elle comporte des cases hexagonales des types suivants : neige, toundra, prairie, plaine, désert, lac, côte et océan. Les cases peuvent posséder des caractéristiques supplémentaires telles que des collines, marais, oasis, forêts ou encore de la glace. Elles peuvent également contenir des ressources bonus ou de luxe, ainsi que des ressources stratégiques, utiles principalement pour l'armée ou pour fournir de l'énergie (chevaux, fer, salpêtre, charbon, pétrole, aluminium, uranium). Chaque case possède des spécificités (attrait, nourriture, production, présence d'eau), qui influeront sur les paramètres de croissance. La carte inclut aussi des merveilles naturelles. La carte est divisée en cases pouvant soit être contrôlées par les villes des empires et cités États, soit libres de tout contrôle.
| Terrains | Caractéristiques | Merveilles naturelles |
| --- | --- | --- |
| Côte et lac, Désert, Désert (colline), Montagnes, Neige, Neige (colline), Océan, Plaines, Plaines (colline), Prairie, Prairie (colline), Toundra, Toundra (colline) | Bois, Bois en train de bruler, Bois incendiés, Fissure géothermique, Forêt tropicale, Forêt tropicale en train de brûler, Forêt tropicale incendiée, Glace, Marais, Oasis, Plaines inondables de désert, Plaines inondables de plaines, Plaines inondables de prairie, Récif, Sol Volcanique, Volcan, Zone d'Impact | Baie de Ha Long, Bassin de l'Oubsou-Nour, Chaussée des Géants, Chocolate Hills, Crater Lake, Delicate Arch, Désert Blanc, Eyjafjallajokull, Falaises de Douvres, Fontaine de Jouvence, Gobustan, Grande Barrière de Corail, Ik Kil, Iles Galapagos, Kilimandjaro, Lac Retba, Lysefjord, Mato Tipila, Mer Morte, Mont Cervin, Mont Everest, Mont Roraima, œil de l'Afrique, Paititi, Pamukkale, Pantanal, Piopiotahi, Torres del Paine, Triangle des Bermudes, Tsingy de Bemaraha, Uluru, Vésuve, Yosemite, Zhangye Danxia |

### Aménagement des villes
Civilization VI reprend la plupart des mécaniques instaurées par Civilization V, notamment la carte composée de tuiles hexagonales ou le système de batailles tactiques. Comme dans les autres opus de la série, les villes tiennent le rôle principal du jeu. Cependant, le concept de « quartiers spécialisés » décloisonne l'exploitation du territoire autour de la ville puisque les infrastructures (aqueduc, université, banque, etc) ne sont plus bâties au centre-ville (comme dans les itérations précédentes), mais plutôt sur les tuiles périphériques. Certaines tuiles sont donc désignées par le joueur comme étant des quartiers spécialisés où les bâtiments visant la production d'un même bien sera produit. Par exemple, les campus génèrent de la science alors que les places commerciales produisent de l'argent. Un bonus de production s'ajoute à la production de base du quartier spécialisé selon l'emplacement choisi par le joueur pour l'ériger. Ainsi, la proximité directe de cases de jungles ou des tuiles montagneuses favorisera la génération de science par un campus. Le campement militaire, un autre quartier spécialisé, ne peut être bâti sur une tuile adjacente au centre-ville, mais accélère la production d'unités militaires plus expérimentées. Lorsqu'il s'agit de planifier l'attaque d'une civilisation adverse, la position des quartiers présente une grande valeur stratégique. Les camps militaires disposent de leurs propres défenses, compliquant du fait même la stratégie de l'attaquant. Par ailleurs, un attaquant peut opter pour le pillage des quartiers adverses afin d'entamer l'économie ou la recherche d'une civilisation ennemie tout en évitant d'exposer ses unités au bombardement de ses villes.
Les villes pourront être reliées entre elles par des routes dès l'apparition des marchands. Les ouvriers ne sont donc plus affectés à la réalisation de routes. Contrairement aux versions précédentes du jeu, les ouvriers disparaissent après avoir réalisé un certain nombre d'aménagements (entre deux et six selon l'accumulation possible de bonus divers). Cependant, la réalisation de ces aménagements ne nécessite plus plusieurs tours pour être complétée.
Pour qu'une ville puisse continuer à croître, celle-ci doit disposer d'un nombre d'habitations nécessaire qui sont fournies par les aménagements et bâtiments de la ville.

## Modes de jeu
Le jeu peut se jouer en mode mono-joueur, les autres civilisations étant incarnées par l'IA, mais aussi en multijoueur, en ligne, en réseau local ou en tour par tour.

## Civilisations et dirigeants
Dans la version initiale du jeu, il y a 19 civilisations et 20 dirigeants, chaque civilisation proposant un dirigeant unique ayant son caractère propre et des caractéristiques spécifiques, à l'exception de la Grèce qui possède 2 dirigeants.
18 civilisations étaient disponibles au moment de la sortie du jeu : les Allemands (dirigés par Frédéric Barberousse), les Américains (Theodore Roosevelt), les Anglais (Victoria), les Arabes (Saladin), les Brésiliens (Pierre II), les Chinois (Qin Shi Huang), les Kongolais (Mvemba a Nzinga), les Égyptiens (Cléopâtre), les Espagnols (Philippe II), les Français (Catherine de Médicis), les Grecs (Périclès ou Gorgô), les Indiens (Gandhi), les Japonais (Hōjō Tokimune), les Norvégiens (Harald Hardrada), les Romains (Trajan), les Russes (Pierre Ier le Grand), les Scythes (Tomyris) et les Sumériens (Gilgamesh). La civilisation des Aztèques (Moctezuma Ier) fut réservée aux joueurs ayant précommandé le jeu, puis elle a été ajoutée gratuitement au bout de trois mois.

### Contenus téléchargeables
Sept autres civilisations furent graduellement offertes par Firaxis pour achat à la pièce : la Pologne (Hedwige Ire), l'Australie (John Curtin), la Perse (Cyrus le Grand), la Macédoine (Alexandre le Grand), la Nubie (Amanitore) ainsi que les Khmers (Jayavarman VII) et l'Indonésie (Tribhuwana Wijayatunggadewi) accompagnés de scénarios particuliers en lien avec les civilisations ainsi ajoutées.

### Rise and Fall
Dans la première extension du jeu, 8 civilisations et 9 dirigeants sont apparus: Les Zoulous (Chaka), la Mongolie (Gengis Khan), les Mapuches (Lautaro), les Cris des plaines (Pitikwahanapiwiyin), l'Écosse (Robert Ier d'Écosse), la Corée (Seondeok), la Géorgie (Tamar Ire), les Pays-Bas (Wilhelmine des Pays-Bas) et Chandragupta, qui partage l'Inde avec Gandhi.

### Gathering Storm
Cette extension a, quant à elle, ajouté 8 nouvelles civilisations et 9 nouveaux dirigeants : La Suède (Christine de Suède), la Phénicie (Didon), les Maoris (Kupe), le Mali (Mansa Moussa), la Hongrie (Matthias Corvin), les Incas (Pachacutec), l'Empire ottoman (Soliman Ier), le Canada (Wilfrid Laurier) et enfin Aliénor d'Aquitaine qui peut jouer avec la France ou l'Angleterre.

### Pass Nouvelle Frontière
En mai 2020, les développeurs ont annoncé qu'il y aurait 6 nouvelles extensions entre mai 2020 et mars 2021, amenant le nombre de civilisations à 50. La première extension inclut les Mayas, dirigés par Dame Six Cieux, la Grande Colombie, dirigée par Simón Bolívar et un nouveau mode de jeu, le mode Apocalypse. La deuxième inclut l'Éthiopie, dirigée par Menelik II. La troisième inclut Byzance, dirigée par Basile II et la Gaule, dirigée par Ambiorix. La quatrième introduit Babylone, dirigé par Hammurabi. La cinquième introduit le Vietnam dirigé par Triệu Thị Trinh ainsi que Kubilai Khan qui peut diriger au choix la Mongolie ou la Chine. La sixième et dernière extension introduit le Portugal dirigé par Jean III (roi de Portugal) ainsi que des unités Zombie qui apparaissent dans un nouveau mode de jeu.

### Pass Dirigeants
En novembre 2022, un nouveau pass comprenant six packs est annoncé. Ceux-ci contiendront de nouveaux dirigeants pour des civilisations existantes, le premier pack étant intitulé Dirigeants. Par ailleurs, Jules César pour la civilisation romaine est gratuit sur le site officiel.
| Civilisation    | Dirigeant                        | Agenda du dirigeant            | Capacité du dirigeant                      | Capacité de la civilisation       | Bâtiment unique                 | Unité unique         | Capacité supplémentaire  | Capitale               |
| --------------- | -------------------------------- | ------------------------------ | ------------------------------------------ | --------------------------------- | ------------------------------- | -------------------- | ------------------------ | ---------------------- |
| Allemagne       | Fréderic Barberousse             | Couronne de fer                | Empereur du Saint-Empire                   | Villes libre de l'Empire          | Hansa                           | U-Boot               |                          | Aix La Chapelle        |
| Allemagne       | Louis II                         | Eternelle énigme               | Roi des cygnes                             | Villes libre de l'Empire          | Hansa                           | U-Boot               |                          | Aix La Chapelle        |
| Amérique        | Theodore Roosevelt               | L'Elan                         | Antiquités et parcs (Elan)                 | Pères fondateurs                  | Studio de cinéma                | P-51 Mustang         | Washington               |                        |
| Amérique        | Theodore Roosevelt               | Politique du gros bâton        | Corollaire de Roosevelt (Rough Rider)      | Pères fondateurs                  | Studio de cinéma                | P-51 Mustang         | Washington               | Rough Rider            |
| Amérique        | Abraham Lincoln                  | Priorité à l'union             | Proclamation d'émancipation                | Pères fondateurs                  | Studio de cinéma                | P-51 Mustang         | Washington               |                        |
| Angleterre      | Aliénor d'Aquitaine (Angleterre) | Empire angevin                 | Cour d'amour                               | Atelier mondial                   | Port militaire de la Royal Navy | Chien de mer         | Londres                  |                        |
| Angleterre      | Victoria                         | Le soleil ne se couche jamais  | Pax Britannica (Age of Empire)             | Atelier mondial                   | Port militaire de la Royal Navy | Chien de mer         | Londres                  | Tuniques rouges        |
| Angleterre      | Victoria                         | Révolution industrielle        | Age de la vapeur (Age of Steam)            | Atelier mondial                   | Port militaire de la Royal Navy | Chien de mer         | Londres                  |                        |
| Angleterre      | Elisabeth Ire                    | Accord commercial              | Héritage de Drake                          | Atelier mondial                   | Port militaire de la Royal Navy | Chien de mer         | Londres                  |                        |
| Arabie          | Saladin                          | Dynastie ayyoubide             | Rectitude de la foi (vizir)                | Dernier prophète                  | Médersa                         | Mamelouk             | Le Caire                 |                        |
| Arabie          | Saladin                          | Sultan d'Egypte et de Syrie    | Le victorieux (sultan)                     | Dernier prophète                  | Médersa                         | Mamelouk             | Le Caire                 |                        |
| Australie       | John Curtin                      | Toujours sur ses gardes        | Citadelle de civilisation                  | Terres australes                  | Elevage de l'Outback            | Digger               | Canberra                 |                        |
| Aztèques        | Moctezuma II                     | Tlaotani                       | Légende des cinq soleils                   | Offrandes au tlatoani             | Terrain de Tlachtli             | Guerrier aigle       | Tenochtitlan             |                        |
| Babylone        | Hammurabi                        | Berceau de civilisation        | Enuma Anu Enlil                            | Ninu Ilu Sirum                    | Palgum                          | Sâbum Kibittum       | Babylone                 |                        |
| Brésil          | Pierre II du Brésil              | Mécène                         | Magnagnime                                 | Amazone                           | Carnaval de rue                 | Minas Geraes         | Copacabana               | Rio de Janeiro         |
| Byzance         | Basile II                        | Gardien divin                  | Porphyrogénnetos                           | Taxis                             | Hippodrome                      | Dromon               | Tagma                    | Constantinople         |
| Byzance         | Théodora                         | Nouvelle Rome                  | Métanoïa                                   | Taxis                             | Hippodrome                      | Dromon               |                          | Constantinople         |
| Canada          | Wilfrid Laurier                  | Corps expéditionnaire canadien | Le Meilleur de l'Ouest                     | Quatre facettes de la paix        | Patinoire                       | Police montée        | Ottawa                   |                        |
| Chine           | Qin Shi Huangdi                  | Rempart de 10 000 li           | Le premier empereur (Mandat du ciel)       | Cycle dynastique                  | Grande muraille                 | Tigre accroupi       | Xi'An                    |                        |
| Chine           | Qin Shi Huangdi                  | Quatre Mers                    | Les 36 stratagèmes (Unificateur)           | Cycle dynastique                  | Grande muraille                 | Tigre accroupi       | Xi'An                    |                        |
| Chine           | Wu Zetian                        | Intrigue de cour               | Manuel de capture                          | Cycle dynastique                  | Grande muraille                 | Tigre accroupi       | Shendu                   |                        |
| Chine           | Ming Chenzu                      | Yinding                        | Lijia                                      | Cycle dynastique                  | Grande muraille                 | Tigre accroupi       | Pékin                    |                        |
| Chine           | Kubilai Khan (Chine)             | Pax Mongolica                  | Gerege                                     | Cycle dynastique                  | Grande muraille                 | Tigre accroupi       | Pékin                    |                        |
| Corée           | Seondeok                         | Cheomseongdae                  | Hwarang                                    | Les Trois Royaumes                | Seowon                          | Hwatcha              | Gyeongju                 |                        |
| Corée           | Sejong                           | Néoconfucianisme               | Hangul                                     | Les Trois Royaumes                | Seowon                          | Hwatcha              | Gyeongju                 |                        |
| Cris            | Poundmaker                       | Confédération du fer           | Termes favorables                          | Nihithaw                          | Mekewap                         | Okichitaw            | Mikisiw-Wacîhk           |                        |
| Écosse          | Robert Bruce                     | Fleur de l'Écosse              | Bannockburn                                | Lumières écossaises               | Terrain de golf                 | Highlander           | Stirling                 |                        |
| Égypte          | Cléopâtre VII                    | Reine du Nil                   | Épouse de la Méditerranée                  | Iteru                             | Sphinx                          | Char maryannu        | Râ-Kedet                 |                        |
| Égypte          | Ramsès II                        | Maat                           | Abou Simbel                                | Iteru                             | Sphinx                          | Char maryannu        | Râ-Kedet                 |                        |
| Espagne         | Philippe II                      | Contre-réformiste              | L'Escurial                                 | Flotte des Indes                  | Mission                         | Conquistador         | Madrid                   |                        |
| Éthiopie        | Menelik II                       | Plateaux éthiopiens            | Conseil des ministres                      | Heritage aksoumite                | Église rupestre                 | Cavalerie oromo      | Addis Abeba              |                        |
| France          | Catherine de Medicis             | Reine noire                    | Escadron volant de Catherine (Reine noire) | Grande tournée                    | Château                         | Garde impériale      | Paris                    |                        |
| France          | Catherine de Medicis             | Atours splendides              | Magnificences de Catherine (Splendeur)     | Grande tournée                    | Château                         | Garde impériale      | Paris                    |                        |
| France          | Aliénor d'Aquitaine (France)     | Empire angevin                 | Cour d'amour                               | Grande tournée                    | Château                         | Garde impériale      | Paris                    |                        |
| Gaule           | Ambiorix                         | Fléau de Rome                  | Roi des Eburons                            | Culture de Hallstatt              | Oppidum                         | Gésates              | Atuatuca                 |                        |
| Géorgie         | Tamar                            | Forteresse de Narikala         | Gloire du monde, du royaume et de la foi   | L'union fait la force             | Tsikhe                          | Khevsour             | Tbilisi                  |                        |
| Grande Colombie | Simon Bolivar                    | Carabobo                       | Campagne Admirable                         | Ejército Patrioto                 | Hacienda                        | Llanero              | Comandante general       | Bogota                 |
| Grèce           | Gorgô                            | La victoire ou la mort         | Thermopyles                                | République de Platon              | Acropole                        | Hoplite              |                          | Sparte                 |
| Grèce           | Périclès                         | Ligue de Délios                | Auréole de gloire                          | République de Platon              | Acropole                        | Hoplite              | Athènes                  |                        |
| Hongrie         | Matthias Corvin                  | Bannière au corbeau            | Roi-corbeau                                | Perle du Danube                   | Station thermale                | Hussard              | Armée noire              | Buda                   |
| Incas           | Pachacutec                       | Sapa Inca                      | Qhapaq Nan                                 | Mit'a                             | Culture en terrasses            | Huaraca              | Qhapaq Nan               | Cuzco                  |
| Inde            | Gandhi                           | Missionnaire de paix           | Satyagraha                                 | Dharma                            | Puits à degré                   | Varu                 |                          | Delhi                  |
| Inde            | Chandragupta                     | Empire Maurya                  | Arthashâstra                               | Dharma                            | Puits à degré                   | Varu                 | Patna                    |                        |
| Indonésie       | Dyah Gitarja                     | État archipel                  | Déesse exaltée des Trois mondes            | Grand Nusantara                   | Kampung                         | Jonque               | Majapahit                |                        |
| Japon           | Hojo Tokimune                    | Bushido                        | Vent divin                                 | Restauration de Meiji             | Usine d'électronique            | Samouraï             | Kyoto                    |                        |
| Japon           | Tokugawa Ieyasu                  | Sakoku                         | Bakuhan                                    | Restauration de Meiji             | Usine d'électronique            | Samouraï             | Kyoto                    |                        |
| Khmer           | Jayavarman VII                   | Un terme à la souffrance       | Monastères du roi                          | Grands Barays                     | Prasat                          | Domrey               | Angkor Thom              |                        |
| Kongo           | Mvemba a Nzinga                  | Disciple enthousiaste          | Conversion religieuse                      | Nkisi                             | Mbanza                          | Ngao Mbeba           | Mbanza Kongo             |                        |
| Kongo           | Njinga Mbandi                    | Décolonisation                 | Reine du Ndongo et du Matamba              | Nkisi                             | Mbanza                          | Ngao Mbeba           | Mbanza Kongo             |                        |
| Macédoine       | Alexandre le Grand               | Gloire éphémère                | Fusion hellénique                          | Jusqu'au bout du monde            | Basilikoi Paides                | Hypapistis           | Hétaroi                  | Pella                  |
| Mali            | Mansa Moussa                     | Seigneur des mines             | Marchands du Sahel                         | Chant des djélis                  | Suguba                          | Cavalerie Mandékalou |                          | Niani                  |
| Mali            | Soundiata Keita                  | Lion du Mali                   | Sogolon                                    | Chant des djélis                  | Suguba                          | Cavalerie Mandékalou |                          | Niani                  |
| Maoris          | Kupe                             | Kaitiakitanga                  | Voyages de Kupe                            | Mana                              | Marae                           | Toa                  | Pa                       | Te Hokianga-nui-a-kupe |
| Mapuches        | Lautaro                          | Esprit de Tucapel              | Faucon rapide                              | Toqui                             | Chemamull                       | Cavalier malón       |                          | Ngulu Mapu             |
| Maya            | Dame Six Cieux                   | Solitaire                      | Ix Mutal Ahaw                              | Mayab                             | Observatoire                    | Hul-Che              | Wak Kab'nal              |                        |
| Mongolie        | Kubilai Khan                     | Pax Mongolica                  | Gerege                                     | Ortoo                             | Ordo                            | Keshik               | Xanadu                   |                        |
| Mongolie        | Genghis Khan                     | Seigneur des chevaux           | Horde mongole                              | Ortoo                             | Ordo                            | Keshik               | Karakorum                |                        |
| Norvège         | Harald Hardrade                  | Dernier roi viking             | Eclair du Nord (Kongue)                    | Knarr                             | Stavkirke                       | Berserker            | Nidaros                  |                        |
| Norvège         | Harald Hardrade                  | Saga de Harald                 | Garde varangienne (Varègue)                | Knarr                             | Stavkirke                       | Berserker            | Nidaros                  |                        |
| Nubie           | Amanitore                        | Urbaniste                      | Candace de Méroé                           | Ta-Seti                           | Pyramide nubienne               | Archer pitati        | Méroé                    |                        |
| Ottomans        | Soliman le Magnifique            | Législateur                    | Grand vizir                                | Grand bombardier turc             | Grand bazar                     | Corsaire barbaresque | Janissaire               | Istanbul               |
| Pays-Bas        | Wilhemine                        | Milliardaire                   | Radio Oranje                               | Grote rivieren                    | Polder                          | De Zeven Provincien  |                          | Amsterdam              |
| Perse           | Cyrus                            | Opportuniste                   | Chute de Babylone                          | Satrapies                         | Pairedaeza                      | Immortel             | Pasargades               |                        |
| Perse           | Nader Chah                       | Epée de la Perse               | Jazāyerchi                                 | Satrapies                         | Pairedaeza                      | Immortel             | Pasargades               |                        |
| Phénicie        | Didon                            | Guerres siciliennes            | Fondatrice de Carthagène                   | Colonies méditerranéenne          | Cothon                          | Birème               | Tyr                      |                        |
| Pologne         | Hedwige                          | Saint                          | Unions lituanienne                         | Liberté dorée                     | Halle aux draps                 | Hussard ailé         | Cracovie                 |                        |
| Portugal        | Jean III                         | L'héritage du navigateur       | Porta do Cerco                             | Casa da India                     | École navale                    | Nau                  | Feitora                  | Lisbonne               |
| Rome            | Trajan                           | Optimus princeps               | Colonne de Trajan                          | Tous les chemins mènent à Rome    | Therme                          | Légion               | Fort romain              | Rome                   |
| Rome            | Jules César                      | Guerre des Gaules              | Veni vidi vici                             | Tous les chemins mènent à Rome    | Therme                          | Légion               |                          | Rome                   |
| Russie          | Pierre Ier le Grand              | Occidentaliste                 | La Grande Ambassade                        | Mère Russie                       | Laure                           | Cosaque              | Saint-Pétersbourg        |                        |
| Scythe          | Tomyris                          | Contre les trahisons           | Tueur de Cyrus                             | Peuples des steppes               | Kourgane                        | Archer Monté Saka    | Pokrovka                 |                        |
| Suède           | Christine de Suède               | Bibliophilie                   | Minerve du Nord                            | Prix Nobel                        | Musée en plein air              | Caroléen             | Bibliothèque de la reine | Stockholm              |
| Sumer           | Gilgamesh                        | Adepte d'Enkidu                | Héritage d'Enkidu                          | Quête épique                      | Ziggurat                        | Char de guerre       |                          | Uruk                   |
| Vietnam         | Ba Trieu                         | Défenseur de la patrie         | Expulsion des agresseurs                   | Delta du Fleuve des Neufs Dragons | Thanh                           | Voi Chien            | Thăng Long               |                        |
| Zoulous         | Chaka                            | Corne, Poitrine, Flanc         | Amabutho                                   | Isibongo                          | Ikanda                          | Impi                 | Ulundi                   |                        |

## Développement
Les développeurs ont utilisé un nouveau moteur de jeu fondé sur une amélioration du précédent utilisé pour Civilization V mais orienté afin de grandement faciliter la création de mods pour le jeu.
Dans le but de garder des contraintes raisonnables et de centrer ses efforts sur ce qui aiderait le jeu à briller, le studio s'est basé sur la règle du « 33/33/33 » lors du développement. Ainsi, 33% de ce qui avait été fait avec Civilization V a été conservé, 33% des mécaniques de ce dernier ont été améliorées et les 33% restants concernent l'apport de nouvelles mécaniques. Dans cette même optique, le studio a régulièrement fait appel à « Frankeinstein », un groupe de fan, dont le but a été de régulièrement donner des commentaires sur l'intégration de ces mêmes nouvelles mécaniques.
Le système d'intelligence artificielle est également revu et amélioré en raison de l’introduction de plusieurs nouveautés, tout en conservant les avancées de Civilization V. Chaque dirigeant possède également un « agenda » comprenant une liste d'objectifs, notamment des objectifs secrets, et possède ses propres traits de caractère évoluant au cours de la partie.

## Scénarios
Il existe plusieurs parties de contexte spécial, les scénarios, qui possèdent des conditions de victoires, des règles, des civilisations et des dirigeants différents. Les cartes sont souvent différentes également
Les scénarios sont :
- Vikings, marchands et pillards, un scénario basé sur les invasions vikings, où l'on peut incarner l'un des trois peuples vikings, le Danemark, la Suède et la Norvège, en guerre contre Al-Andalus, l'empire Carolingien et l'empire byzantin. Ce scénario est basé sur une victoire au score.
- Conquêtes d'Alexandre, un scénario basé sur l'invasion de la Perse par Alexandre le Grand où le joueur doit envahir toutes les villes dans un temps limité.
- La Peste Noire, un scénario basé sur les épidémies de peste qui ravagèrent l'Europe durant le Moyen-âge. Le but étant de survivre tout en produisant assez de science ou de culture pour gagner la partie. Il peut se jouer jusqu'à quatre joueurs (Angleterre, Castille, France et Saint-Empire) et le reste de la carte est peuplée de villes libres.
- Magnat de l'outback, un scénario basé sur la colonisation de l'Australie pouvant se jouer jusqu'à quatre joueurs où le but est de produire le plus d'argent par tour possible à la fin du jeu. Il n'y a pas de combats dans ce scénario.
- Dons du Nil, un scénario basé sur l'histoire du Nil pendant l'Antiquité où deux joueurs, Nubie et Égypte s'affrontent. La carte est remplie de Cités-États et des armées étrangères arrivent régulièrement pour envahir les côtes égyptiennes. La victoire s'obtient de deux façons différentes : une victoire "militaire" où il faut détruire l'autre joueur et une victoire "religieuse" où il faut construire sept temples d'Amon
- Pirates, un scénario de multijoueur mettant en scène des pirates dans les Caraïbes. Dans ce scénario les joueurs ne possèdent pas de villes ou de colons. La victoire est basée sur des points de prestige gagnés par la victoire sur des pirates antagonistes, le pillage de villes et de navires ainsi que l'enterrement et le déterrement de trésors.
- La voie du Nirvana, un scénario se déroulant en Asie du sud-est, basé sur la victoire religieuse. Dans ce scénario il n'y a que du combat religieux entre les 6 différentes nations, aucun combat militaire.
- Machine de guerre, un scénario basé sur la première guerre mondiale et sur l'invasion de la France par l'Allemagne. Deux joueurs s'affrontent : d'un côté l'Allemagne, qui doit envahir Paris en moins de 40 tours et de l'autre la France, soutenue par la Belgique, le Luxembourg et un corps expéditionnaire anglais (tous trois des ordis) dont l'objectif est de défendre Paris. L'arbre technologique est spécialisé et la carte est délimitée au nord par le Limbourg et au sud par Belfort.
- L'héritage d'Hedwige, un scénario basé sur la victoire au score sur une carte de la Pologne de l'époque où l'on doit résister à des vagues d'invasions barbares.

Certains scénarios n'imposent aux joueurs que les conditions de victoires. La carte et les civilisations sont choisies par le joueur et les règles restent presque les mêmes. Ces scénarios sont tous multijoueur en local ou en ligne :
- Rivaux ancestraux, un scénario se déroulant durant l'âge du fer basé sur une victoire au score.
- Terres sacrées, un scénario basé sur les guerres de religions et dont l'objectif est une victoire religieuse.
- Cavalerie et canonnades, un scénario basé sur les guerres du XIXe siècle et dont l'objectif est une victoire militaire.
- Guerre thermonucléaire mondiale, un scénario se déroulant durant l'ère atomique basé sur la victoire militaire.

## Accueil

### Critique
Sid Meier's Civilization VI a en général reçu de très bonnes critiques, l'agrégateur de notes Metacritic donnant à la version PC la note de 88/100.
Le site SensCritique lui donne quant à lui la note de 7, 7/10.
Le jeu était initialement livré avec le logiciel de suivi des publicités Red Shell, mais celui-ci a été supprimé après des plaintes de joueurs, dont certains ont qualifié le logiciel de logiciel espion,,.

### Ventes
Le jeu s'est vendu à plus d'un million d'exemplaires les deux premières semaines après sa sortie, ce qui en fait le jeu le plus rapidement vendu de la série Civilization. En mai 2017, soit sept mois après la sortie du jeu, le distributeur Take-Two Interactive avait atteint les deux millions de ventes et déclarait qu'il était sur la bonne voie pour dépasser les ventes de Civilization V s'élevant à 8 millions d'exemplaires.